# Sun Shuwei
Sun Shuwei (chinesisch 孙淑伟, Pinyin Sūn Shūwěi, * 21. Januar 1976 in Jieyang) ist ein ehemaliger chinesischer Wasserspringer. Er startete im 10-m-Turm- und Synchronspringen. Im Jahr 1992 wurde er vom Turm Olympiasieger, zudem gewann er zwei Weltmeistertitel.
Sun Shuwei kam mit acht Jahren auf eine Sportförderschule, in der er das Wasserspringen professionell erlernte. Im Jahr 1989, mit 13 Jahren, wurde er ins chinesische Nationalteam aufgenommen. Bei den Asienspielen 1990 in Peking gewann Sun Shuwei Gold vom Turm und damit seine erste internationale Medaille. Auch bei seiner ersten Weltmeisterschaft 1991 in Perth gewann er vom 10-m-Turm den Titel. Im Jahr darauf nahm er in Barcelona an den Olympischen Spielen 1992 teil. Er gewann vom Turm mit deutlichem Vorsprung die Goldmedaille. Bei der Weltmeisterschaft 1994 in Rom errang Sun Shuwei erneut eine Medaille, diesmal Silber hinter Dmitri Sautin. Zudem konnte er bei den Asienspielen in Hiroshima seinen Titel verteidigen. Die Teilnahme an den Olympischen Spielen 1996 in Atlanta verpasste Sun Shuwei krankheitsbedingt. Bei der Weltmeisterschaft 1998 in Perth startete er mit Tian Liang im erstmals ausgetragenen Synchronspringen und gewann noch einmal WM-Gold. Im Jahr 2001 beendete er seine aktive Karriere.
Sun Shuwei trainierte 2008 die chinesische Olympiamannschaft. 2007 wurde er in die International Swimming Hall of Fame aufgenommen.